# Sör-Rengrundet
Sör-Rengrundet is een Zweeds eiland behorend tot de Lule-archipel. Het was een zandbank voor de kust van het voormalige eiland Renholmen, dat anno 2008 vastzit aan het vasteland. Het heeft geen oeververbinding en is onbebouwd. Het ligt ten zuiden van Stor-Renholmsgrundet